# Cicadella
Genre
Cicadella est un genre d'insectes de l'ordre des hémiptères (les hémiptères sont caractérisés par leurs deux paires d'ailes dont l'une, en partie cornée, est transformée en hémiélytre), de la famille des Cicadellidae.
Ces insectes communément appelés cicadelles, sont des insectes sauteurs et piqueurs et ils se nourrissent de la sève des végétaux grâce à leur rostre.

## Liste des espèces
Selon BioLib (22 avril 2023) :
- Cicadella aequalis Signoret, 1854
- Cicadella antiqua Heer, 1853
- Cicadella aurantiaca Heer, 1853
- Cicadella blandula Signoret, 1860
- Cicadella capitata Statz, 1950
- Cicadella chazei Piton, 1940
- Cicadella cinctella Taschenberg, 1884
- Cicadella clypealis Young, 1986
- Cicadella cosmopolita Signoret, 1853
- Cicadella flavofasciata Taschenberg, 1884
- Cicadella flavomarginata Melichar, 1902
- Cicadella fumosa Kuoh & Zhang, 1991
- Cicadella gentryi Young, 1986
- Cicadella lasiocarpae Ossiannilsson, 1981
- Cicadella leechi Young, 1986
- Cicadella longivittata (O.G. Costa, 1834)
- Cicadella lunulata (O.G. Costa, 1834)
- Cicadella medleri Young, 1986
- Cicadella mellatula Breddin, 1901
- Cicadella morio Heer, 1853
- Cicadella nigrinervis Stål, 1866
- Cicadella occipitula Osborn, 1926
- Cicadella priscomarginata Scudder, 1877
- Cicadella priscotincta Scudder, 1877
- Cicadella priscovariegata Scudder, 1877
- Cicadella prolixa Lethierry, 1881
- Cicadella quinquepunctata Taschenberg, 1884
- Cicadella scudderi Cockerell, 1920
- Cicadella transversa (O.G. Costa, 1834)
- Cicadella viridis (Linnaeus, 1758)

Selon Fauna Europaea (22 avril 2023) :
- Cicadella lasiocarpae Ossiannilsson, 1981
- Cicadella viridis (Linnaeus, 1758) - cicadelle verte